# Cora
Cora — це мережа Гіпермаркетів, що належить Louis Delhaize Group у Франції, Бельгії, Люксембурзі, заморській території Франції Майотта та Румунії. Cora була заснована в 1974 році холдингом супермаркетів Louis Delhaize Group після придбання трьох гіпермаркетів Carrefour, розташованих у Бельгії. Ці три спочатку були засновані приблизно в 1969 році як франшиза спільного підприємства між двома іншими компаніями: Carrefour Group і Delhaize Group.
До Louis Delhaize Group також входять мережа супермаркетів Match, онлайн-супермаркет Houra, мережа садових центрів Truffaut і мережа зоомагазинів Animalis. Назва «Кора» запозичена від грецької богині Персефони (римська: Прозерпіна), яка також відома як Cora.

## Операції по всьому світу
| Країна     | Кількість магазинів |
| ---------- | ------------------- |
| Франція    | 0                   |
| Румунія    | 0                   |
| Бельгія    | 7                   |
| Люксембург | 0                   |